# Dave Helmick
Le Docteur Dave Helmick, né en 1937 et mort en mai 2019, est un pilote automobile américain sur circuits à bord de voitures de sport Grand Tourisme de marque Porsche, habitant alors à Hialeah (East Strodsburg, PA).

## Biographie
Radiologue de profession, notamment pour l'armée américaine, il commence sa carrière automobile en 1963 sur le circuit de Watkins Glen au traditionnel XVIe Grand Prix du Week-End Sports Car Régional de la SCCA (déjà 5e sur Porsche). Trois ans plus tard il finit 4e du Grand Prix de la ville de Paris organisé à Montlhéry (sur Porsche 356 Super), alors qu'il est encore stationné en France (des soldats américains habitant à Olivet près d'Orléans jusqu'en 1967, date du départ des bases de l'OTAN françaises).
Après une belle 5e place lors des 500 kilomètres de Watkins Glen en septembre 1972, il remporte surtout la saison suivante avec une voiture personnelle les 12 Heures de Sebring inscrites en Championnat IMSA GT avec Hurley Haywood et Peter Gregg, puis les 24 Heures de Daytona en 1977 associé à John Graves (le père de son épouse) et encore à Haywood (pilote d'usine Porsche) pour l'écurie Escargot dans le cadre cette fois du Championnat du monde des voitures de sport, par deux fois sur Porsche Carrera RSR. Haywood préfère en effet la seconde fois conduire sur une voiture éprouvée, se méfiant encore de la fiabilité des toutes nouvelles Porsche 934 et 935 Turbo, quitte à passer par une équipe de moindre notoriété. Entre 1973 et 1977 Helmick obtient également des places d'honneur lors des 6 Heures du Mid-Ohio (2e en 1975 avec John O'Steen et 4e en 1973 avec O'Steen et Graves, à la suite d'une 6e place en 1972 avec O'Steen).
Après avoir pratiqué sa profession médicale, il se retire à Phoenix (Arizona).